# Kayu Labu
Kayu Labu is een bestuurslaag in het regentschap Ogan Komering Ilir van de provincie Zuid-Sumatra, Indonesië. Kayu Labu telt 3224 inwoners (volkstelling 2010).